# دشت (خواف)
دشت ، روستایی است از توابع بخش مرکزی شهرستان خواف استان خراسان رضوی ایران.

## جمعیت
این روستا در دهستان میان‌خواف قرار داشته و بر اساس سرشماری سال ۱۳۸۵ جمعیت آن (۲۸خانوار) ۱۲۵نفر
بوده است.